# 諏訪哲史
諏訪 哲史（すわ てつし、1969年10月26日 - ）は、日本の小説家、批評家、随筆家。

## 来歴
愛知県名古屋市出身。幼少期には宮城県仙台市で5年ほど過ごした。仙台市立燕沢小学校在学中から1週間に10冊の本を読んだ。
愛知県立名古屋西高等学校、國學院大學文学部哲学科卒業。大学在学中から卒業後まで独文学者の種村季弘に文学・美術・宗教・思想など広範な分野にわたり個人指導を受ける。卒論は西欧十九世紀末芸術ラファエル前派論。哲学科では美学者の谷川渥にも師事した。
1992年から名古屋鉄道で勤務する傍ら、種村季弘に読んでもらうために詩作を行なう。1998年、名鉄を退社し、2年間引きこもった末に書き上げた初の小説「アサッテの人」で種村季弘に認められる。30歳で再就職。2004年、種村季弘が死去。2006年、諏訪の実父が死去。この時期、亡父と同じ躁鬱病（双極性障害）を発症し、生涯にわたる治療が始まる。失意の内に初めて投稿した「アサッテの人」が、2007年に第50回群像新人文学賞を受賞。同年に同作品で第137回芥川龍之介賞を受賞する。この2つの賞の同時受賞は村上龍以来の31年ぶり。脱稿から8年後の受賞だった。この作品には、幼いころ吃音に苦しんだ経験が投影されている。
2012年刊の『スワ氏文集（すわし・もんじゅう）』ではコラムニスト、随筆家として、2014年刊の『偏愛蔵書室』では詩・小説・漫画などを対象に批評家としての仕事を行なう。谷川渥は『偏愛蔵書室』について、「批評家」諏訪哲史の面目躍如、と評した。
連載中のコラムに「昭和の少年」（毎日新聞東海版、2023年4月 - 、毎月第4木曜朝刊）がある。
2009年から愛知淑徳大学文化創造学部准教授、2012年から同大学の学部名変更によりメディアプロデュース学部准教授、2016年から東海学園大学人文学部教授、2019年からは同大学同学部の客員教授を務める。2019年から母校愛知県立名古屋西高等学校普通科の創造表現コース特別講師に就任。
2022年4月から名鉄カルチャースクール名古屋駅校で毎月第3土曜の午後に文学講読の講座「月イチ読書」（常時入会可）を担当する。
2013年12月、パリ第3大学から独立したフランス国立東洋言語文化学院(INALCO)の国際シンポジウムに日本の作家として招待され、日本文学の現状について発表した。

## 人物
作風や文体など、小説という形式に対して常に疑問を抱き、執念深く自問自答する姿勢から、「小説狂」・「文学的テロリスト」などと評されることもある。
諏訪の随筆によれば、40歳でそれまでの読書量が1万冊を超えたものの、種村季弘は同じ年頃にその倍は読んでいたらしいと思い至り、絶望したとある。
第137回芥川賞贈呈式（2007年8月22日）では、アカペラで細川たかしの「心のこり」の1番を歌った。
2021年12月刊の『スットン経』によれば、携帯電話やスマホのたぐいをこれまで持ったことがなく、ネットも見ない。また、死ぬまでに読みたい本・再読したい本がなお2000冊はあり、今でも一日平均６時間は読書をしている。
高校時代から一人旅を始め、大学時代に鉄道等で日本各県を踏破、海外も50カ国以上を放浪した。
自身も車掌を務めた経験のあるパノラマカー（名鉄7000系電車）の引退に伴い、かつて勤務した名鉄からの依頼により、ホームページの特設サイトにてエッセイを掲載している。
諏訪のサイン（著書への署名）は「一筆書きツァラ」と称され、ルーマニア生まれのダダ詩人トリスタン・ツァラが右目に片眼鏡を嵌めた戯画を一筆書きするというもの。そこに「Suwa」の文字が添え書きされる。作家になるずっと前から友人らへの書簡の末尾に用いてきた。
2017年『岩塩の女王』出版時のインタビューでは、「十年以上前に双極性障害になってから、自己同一性や文体的な〈自分性〉が年を経るごとにとらえられなくなってきました」といい、「自分の〈身体〉・〈文体〉が長く統一できないのです」と言語的苦悩を吐露している。
詩吟や謡曲好きな父親の影響で幼時から「雅楽の越天楽や能楽、浄瑠璃や民謡など」が身近にあり、「ロックやジャズ、クラシックやボサノヴァ、フレンチ・ポップスやキューバ音楽も好き」だが、「ここ十年くらいは主にノイズ音楽」を聴いている。
政治や社会思想の話題は若い頃から極力避けてきたが、避けては通れない情勢になったとして、「文学的には〈観念的アナーキズム〉の立ち位置」を標榜し、「アナーキーとは自分自身も含め各個人それぞれが国家であって他の誰にも統治されない状態を指し、だからこそアナーキズムは〈無政府主義〉と訳され、無意味の芸術ダダとも接近する」と語っている。
2024年の『偏愛蔵書室』河出文庫版あとがきに、「人類史上における言語芸術の最盛期」は20世紀であり、次いで19、18、17世紀と続き、諏訪自身を含む21世紀文学はこのような「真にモニュメンタルな新機軸を何も生んでいない」と書いている。
2025年の『領土』ちくま文庫版あとがきには、昨今のAI（人工知能）による創作関与について、人の競う「フルマラソンをバイクで走」るようなものであり、AIの創作への関与0％が完全に保証されていたこれまでの時代は真に＜ホワイト＞な「生身文学」であったが、今後は関与1％でも＜グレー＞な「機械文学」と見なさざるをえず、「0％保証のない不信の時代の到来で、文学は終了」すると記している。

## 受賞歴
2007年
第50回群像新人文学賞（小説部門） : 「アサッテの人」
第137回芥川龍之介賞 : 「アサッテの人」
平成19年度名古屋市芸術奨励賞

## 作品リスト

### 単行本
小説
- 『アサッテの人』（2007年、講談社 / 2010年、講談社文庫）
  - 初出：『群像』2007年6月号
- 『りすん』（2008年、講談社 / 2011年、講談社文庫）
  - 初出：『群像』2008年3月号
- 『ロンバルディア遠景』（2009年、講談社 / 2012年、講談社文庫）
  - 初出：『群像』2009年5月号
- 『領土』（2011年、新潮社 / 2025年、ちくま文庫）
  - シャトー・ドゥ・ノワゼにて（『新潮』2009年11月号）
  - 尿意（『新潮』 2010年2月号）
  - 市民薄暮（『新潮』2010年6月号）
  - 真珠譚（『新潮』2010年8月号）
  - 百貨店残影（『新潮』2010年10月号）
  - 聖家族学園（『新潮』2010年12月号）
  - 甘露経（『新潮』2011年2月号）
  - 湖中天（『新潮』2011年4月号）
  - 中央駅地底街（『新潮』2011年6月号）
  - 先カンブリア（『新潮』2011年8月号）
- 『岩塩の女王』（2017年、新潮社）
  - 無声抄（『文學界』2015年9月号）
  - 岩塩の女王（『新潮』2017年3月号）
  - 修那羅（しょなら）（『新潮』2016年3月号）
  - ある平衡（『群像』2015年12月号）「半日」「珈琲豆」の二短編で構成
  - 幻聴譜（『すばる』2016年7月号）
  - 蝸牛邸（かぎゅうてい）（『文學界』2016年12月号）
- 『昏色（くれいろ）の都』（2024年、国書刊行会）
  - 昏色の都（『文學界』2023年5月号）※単行本収録版は初出の約3倍＝170枚に改稿
  - 極光（『新潮』2024年5月号）
  - 貸本屋うずら堂（『群像』2021年10月号）

批評
- 『偏愛蔵書室』（2014年10月、国書刊行会 / 2024年12月、河出文庫）
- 『紋章と時間――諏訪哲史文学芸術論集』（2018年3月、国書刊行会）
  - 言語芸術論――音楽と美術の精神からの文学の誕生 - 書き下ろし
  - 点点点丸転転丸（てんてんてんまるてんてまる）所収（初出：展示『本迷宮 本を巡る不思議な物語』）

随筆・エッセー
- 『スワ氏文集（すわしもんじゅう）』（2012年12月、講談社）
- 『うたかたの日々』（2017年5月、風媒社）
- 『スットン経』（2021年12月、風媒社）

編著
- 『種村季弘傑作撰Ⅰ――世界知の迷宮』（2013年、国書刊行会）
- 『種村季弘傑作撰Ⅱ――自在郷への退行』（2013年、国書刊行会）
- 『新編・日本幻想文学集成1』（2016年、国書刊行会）収録4作家のうち日影丈吉を担当
- 『種村季弘コレクション 驚異の函』（2024年、ちくま学芸文庫）

### アンソロジー収録
- 「尿意」 - 『文学2011』（日本文藝家協会編、講談社、2011年5月）収録
- 「無声抄」 - 『文学2016』（日本文藝家協会編、講談社、2016年4月）収録
- 「点点点丸転転丸」 - 『行き先は特異点 年刊日本SF傑作選』（大森望・日下三蔵編、創元SF文庫、2017年7月）収録
- 「修那羅」 - 『平成怪奇小説傑作集 3』（東雅夫編、創元推理文庫、2019年11月）収録

### 単行本未収録
小説
批評、エッセイ
- 「うつくしさは残酷のなかに――丸尾末広の初期漫画」 : 『丸尾画報DXIII』（2018年4月エディシオン・トレヴィル）
- 「「秘す」と「暴く」――3枚の現代絵画からひもとく、幻想美術とエロティシズム」 : 『ARTcollectors』2018年5月号（生活の友社）
- 「文字の「謡い」を聴く」 : 『文學界』2018年7月号（文藝春秋）
- 「複数人格者の孤独――平野啓一郎『ある男』論」 : 『文學界』2018年10月号（文藝春秋）
- 「「狂的な文章」とその翻訳」 オスカル・パニッツァ『犯罪精神病』書評 : 『週刊読書人』2018年10月26日号
- 「『歪み真珠』――綺想の結節点」（文庫解説） : 山尾悠子『歪み真珠』（2019年3月、ちくま文庫）
- 「高柳誠――もしくは1/1地図の制作者」 : 『高柳誠詩集成Ⅲ』月報（2019年3月、書肆山田）
- 「アンケート「現代詩手帖と私」」 : 『現代詩手帖』2019年6月号（思潮社）
- 「静謐なる狂気――虚構と身体性のリアル」（片岡義男『窓の外を見てください』書評） : 『群像』2019年10月号（講談社）
- 「アンケート特集 シネマ2019」（ダニエル・シュミット監督『今宵かぎりは…』） : 『群像』2020年2月号（講談社）
- 「HAIKAI老人の優雅な退行」（松浦寿輝『月岡草飛の謎』書評）：『新潮』2020年5月号（新潮社）
- 「謡いと舞いの文体」 : 『雨談集 澁澤龍彦 泉鏡花セレクション4』月報（2020年9月、国書刊行会）
- 「終末の、その遥かのちの夢――山尾悠子「傳説」おおび「黒金」について」：『yaso 夜想#山尾悠子 特集号』（ステュディオ・パラボリカ、2021年3月）
- 「夜のコラージュ」（山尾悠子『山の人魚と虚ろの王』書評） : 『群像』2021年6月号（講談社）
- 「推薦者の言」 : 安住恭子『禅と浪漫の哲学者・前田利鎌』前文（2021年6月、白水社）
- 「古井由吉の文――三回忌に寄せて」 ：『新潮』2022年3月号（新潮社）
- 「演劇のマッド・サイエンティスト」 ：『北村想作 奇蹟』公演パンフレット 2022年3月（シス・カンパニー）
- 「「無詩」の痙攣――詩人瀧口修造」 ： 特集瀧口修造『三田文學』2024年冬季号（三田文学会）
- 「静止した平面、流れ出る時間」（石沢麻依『饒舌な名画たち　西洋絵画を読み解く11の視点』書評） : 『よみタイ』2025年7月4日（集英社）[19]
- 「波音のホテル、または飛ぶ病室」（演劇公演「りすん 2025edition」によせて）『ナビロフト』ＨＰ 2025年7月24日[20]
- 「舞踏門」 : 『甕星（みかぼし）』特別号 舞踏の方位 2025年8月3日

講演・対談
- 「澁澤龍彦のいる文学史」諏訪哲史×山尾悠子：『週刊読書人』2016年8月19日号
- 「此岸にて美しき夢を見たること――礒崎純一『龍彦親王航海記 澁澤龍彦伝』刊行記念対談」諏訪哲史×礒崎純一：『週刊読書人』2019年11月29日号
- 「古代が新しい――作家が語る西脇順三郎」諏訪哲史×朝吹真理子：『三田文學』2020年夏季号（三田文学会）